# Geretsberg
Geretsberg ist eine ländlich geprägte Gemeinde mit 1195 Einwohnern (Stand 1. Jänner 2024) im Innviertel in Oberösterreich. Der zuständige Gerichtsbezirk ist der Gerichtsbezirk Mattighofen, bis 2004 gehörte die Gemeinde zum Gerichtsbezirk Wildshut.

## Geografie
Geretsberg liegt auf 495 Meter Seehöhe im Innviertel. Die Ausdehnung beträgt von Nord nach Süd 7,5 Kilometer und von West nach Ost 9 Kilometer.
Die Gesamtfläche beträgt 37,52 km², von denen 68,9 Prozent bewaldet sind und 27,1 Prozent landwirtschaftlich genutzt werden. Die Gemeinde ist flächenmäßig die sechstgrößte Gemeinde im Bezirk Braunau am Inn und erstreckt sich im Oberen Innviertel zwischen dem Weilhartsforst und dem Ibmer Moor. Die Moränenlandschaft der Gemeinde Geretsberg wurde hauptsächlich vom Salzachgletscher der letzten Eiszeit geprägt, der bis nach Geretsberg reichte. Endmoränen dieses Gletschers bilden eine Geländekante, die sich durch das gesamte Gemeindegebiet zieht. Eine der höchsten Erhebungen davon ist der Gipfelberg, dessen Südseite eine freie Sicht vom Höllengebirge bis in die Bayerischen Alpen gewährt.

### Gemeindegliederung
Das Gemeindegebiet umfasst folgende 19 Ortschaften (in Klammern Einwohnerzahl Stand 1. Jänner 2024):
- Brunn (35)
- Ehrschwendt (28)
- Emmersberg (41)
- Gasteig (166)
- Geretsberg (199)
- Goldbrunn (37)
- Henkham (27)
- Hinterhof (32)
- Kobl (8)
- Lehrsberg (26)
- Maxlmoos (14)
- Mühlberg (59)
- Pimbach (49)
- Preisenberg (14)
- Reith (105)
- Straß (7)
- Webersdorf (130)
- Weißplatz (63)
- Werberg (155)

Die Gemeinde besteht aus den Katastralgemeinden Geretsberg, Lehrsberg und Werberg.

### Nachbargemeinden
| Hochburg-Ach              |                                             | Gilgenberg am Weilhart |
| Tarsdorf                  | Kompassrose, die auf Nachbargemeinden zeigt | Eggelsberg             |
| Ostermiething, Haigermoos | Franking                                    |                        |

## Geschichte
Seit Gründung des Herzogtums Bayern war der Ort bis 1779 bayrisch und kam nach dem Frieden von Teschen mit dem Innviertel (damals „Innbaiern“) zu Österreich. Während der Napoleonischen Kriege wieder kurz bayrisch, gehört er seit 1814 endgültig zu Oberösterreich. Nach dem „Anschluss“ Österreichs an das Deutsche Reich am 13. März 1938 gehörte der Ort zum „Gau Oberdonau“. Nach 1945 erfolgte die Wiederherstellung Oberösterreichs.
Im östlichen Teil des Weilhartsforsts wurde 1953 bei Ausschachtungsarbeiten eine Münze aus der mittleren römischen Kaiserzeit gefunden.

### Einwohnerentwicklung
1991 hatte die Gemeinde laut Volkszählung 1.084 Einwohner, 2001 dann 1.063 Einwohner. Der Rückgang erfolgte trotz positiver Geburtenbilanz, da die Abwanderung stärker war. Bis 2011 blieb zwar die Wanderungsbilanz negativ, konnte aber durch die Geburtenbilanz wettgemacht werden, sodass die Bevölkerungszahl auf 1.073 zunahm und im Jahr 2018 einen neuen Höchstwert von 1.187 erreichte.

## Kultur und Sehenswürdigkeiten

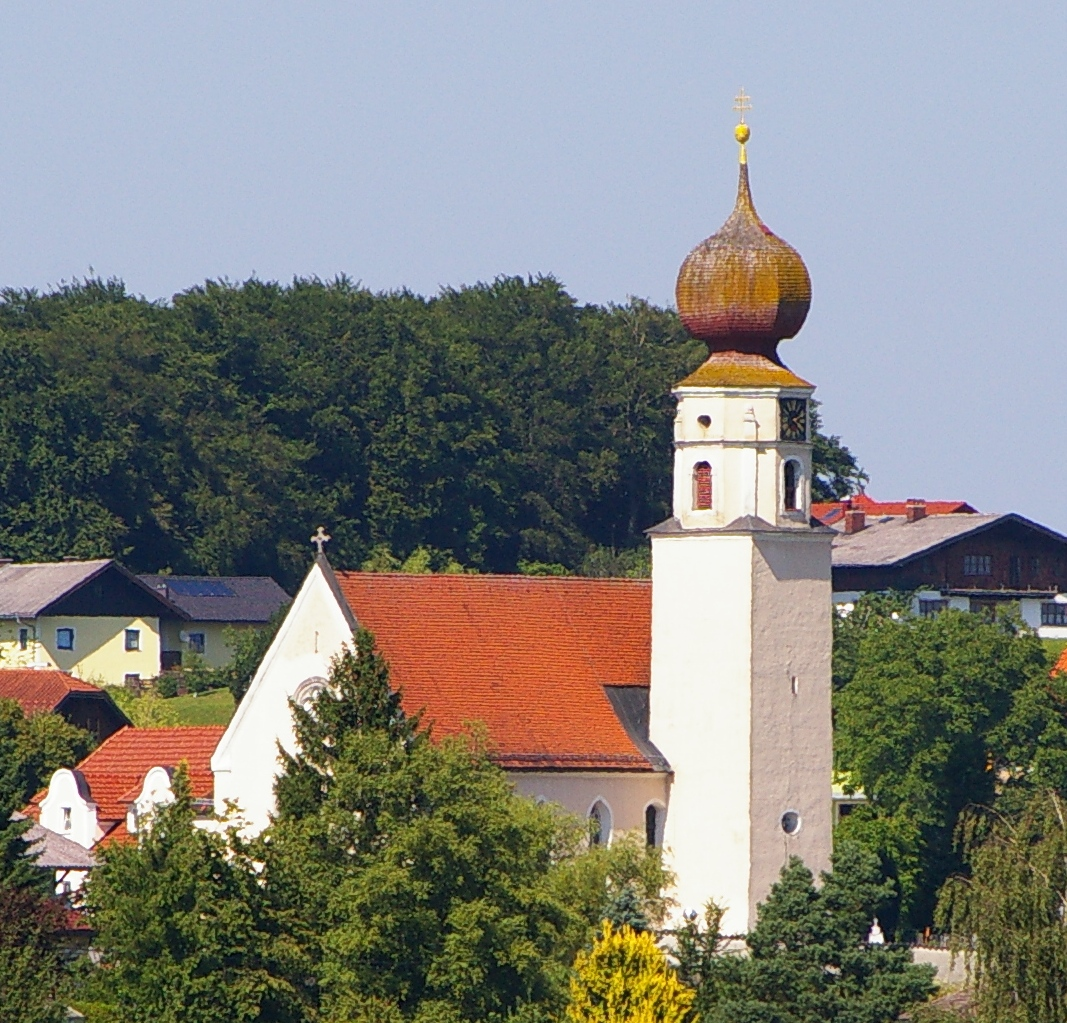
Pfarrkirche Geretsberg

- Katholische Pfarrkirche Geretsberg Hll. Peter und Paul
- Trachtenmusikkapelle Geretsberg: Gegründet 1924, feierte sie von 22. bis 24. Mai 2009 ihr 85-jähriges Gründungsjubiläum mit Marschmusikbewertung. Dabei ist die Gastgeberkapelle erstmals in der höchsten Stufe „E“ angetreten und hat mit 93,15 die höchste Punktezahl erreicht.[5] Bei den Wertungsspielen in Uttendorf am 24. Oktober 2009 wurde unter Kapellmeister Georg Fuchs mit 91,00 Punkten erstmals ein ausgezeichneter Erfolg auch in der Konzertwertung erreicht.

## Wirtschaft und Infrastruktur

### Tourismus

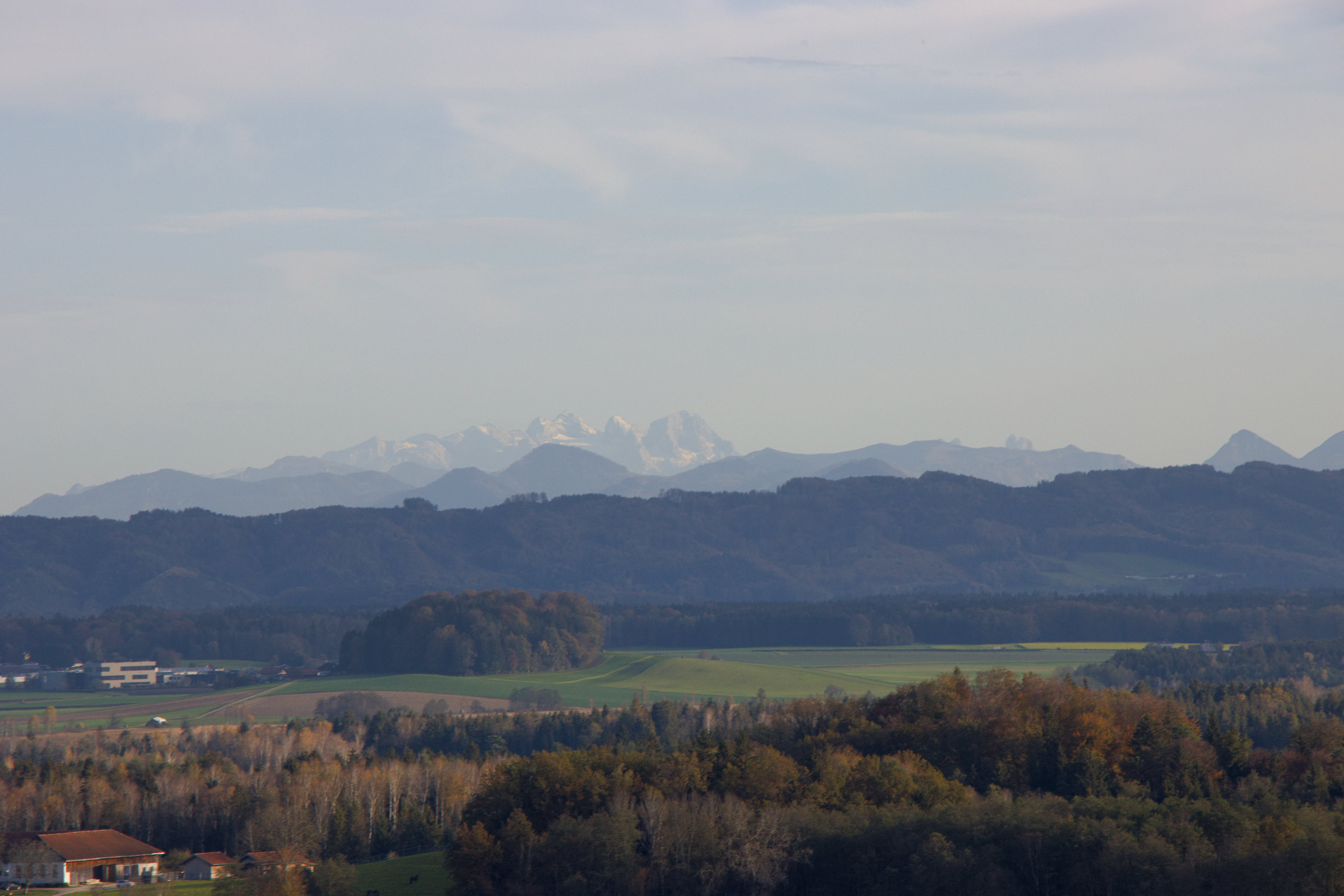
Ausblick Richtung Dachstein

Geretsberg ist Teil der Tourismusregion Seelentium. Der große Anteil am Weilhartsforst macht Geretsberg zu einem beliebten Ausflugsort für Wanderer und Radfahrer. Das 2011 eingeweihte Geretsberger Friedenspanorama bietet einen Ausblick auf die österreichischen und bayerischen Alpen.

### Bildung
In Geretsberg gibt es eine Volksschule mit momentan vier Schulstufen und drei Lehrern. Projekte sind „Gesunde Schuljause“, Schwimmen (jedes Kind hat mindestens einen Schwimmschein des ÖJRK, wenn es aus der Volksschule kommt) und „Lesen ist wieder in“ sowie freiwillig Flötenunterricht und Einführung in die EDV.

### Sport
In Geretsberg gibt es aktive Fußballgruppen. Die Kampfmannschaft, trainiert von Werner Hartl, spielt in der 2. Klasse Südwest. Die Frauenmannschaft, trainiert von Trainer Andreas Aichner, spielt in der 2. Bundesliga (2. Liga Mitte). Neben den Kampfmannschaften gibt es auch Nachwuchsmannschaften im Großteil der Nachwuchsmeisterschaften. Sektionsleiter ist Karl Pommer, Obmann ist Johannes Hofmann.

## Politik
Der Gemeinderat hat 13 Mitglieder.

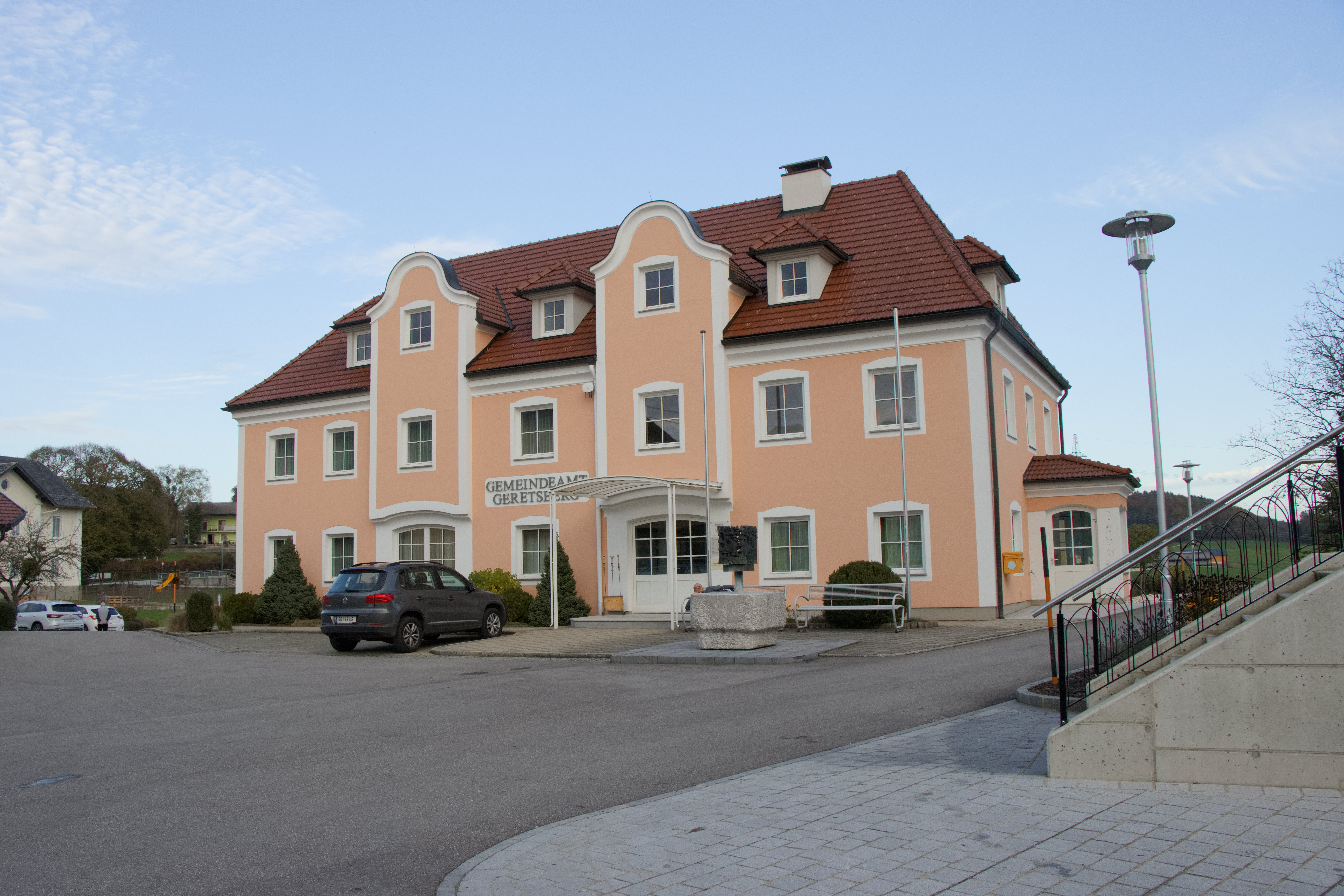
Gemeindeamt Geretsberg

- Mit den Gemeinderats- und Bürgermeisterwahlen in Oberösterreich 2003 hatte der Gemeinderat folgende Verteilung: 9 ÖVP, 2 SPÖ und 2 FPÖ.
- Mit den Gemeinderats- und Bürgermeisterwahlen in Oberösterreich 2009 hatte der Gemeinderat folgende Verteilung: 9 ÖVP, 3 FPÖ und 1 SPÖ.
- Mit den Gemeinderats- und Bürgermeisterwahlen in Oberösterreich 2015 hatte der Gemeinderat folgende Verteilung: 8 ÖVP, 4 FPÖ und 1 SPÖ.
- Mit den Gemeinderats- und Bürgermeisterwahlen in Oberösterreich 2021 hat der Gemeinderat folgende Verteilung: 7 ÖVP, 4 FPÖ und 2 SPÖ.[7][8]

### Bürgermeister
- bis 1990 Alois Silberer
- 1990–2014 Josef Lechner (ÖVP)[9]
- seit 2014 Johann Brunthaler (ÖVP)

### Wappen
Blasonierung: In Silber auf grünem Dreiberg ein blauer, gefranster Enzian mit grünem Kelch und zwei grünen Blättern. Die Gemeindefarben sind Grün-Weiß-Blau.
Das 1979 verliehene Gemeindewappen zeigt mit dem Enzian eine für die Gegend typische Pflanze und verweist insbesondere auf das zum Naturschutzgebiet erklärte Jackenmoos auf dem Mühlberg. Der Dreiberg steht für den Gemeindenamen und die Lage in der hügeligen Moränenlandschaft des Weilhart.